# Sven Johansson (kajakarz)
Sven Bertil Johansson (ur. 10 czerwca 1912 w Västervik, zm. 5 sierpnia 1953 w Sztokholmie) – szwedzki kajakarz, zdobywca złotego medalu w 1936 roku Igrzysk Olimpijskich w Berlinie w dwójkach na dystansie 10 km razem z Erikiem Bladströmem.